# Проводная телефонная связь
Проводная телефонная связь, фиксированная связь, местная телефонная связь (англ. landline, дословно — «наземная линия») — телефонное соединение между пользователями телефонной связи, посредством проводов — медных или оптических кабелей, то есть кабельных линий связи.
Данным термином, как правило, описываются услуги телефонной связи, оказываемые операторами связи в различных областях (городах, регионах) страны, предоставляя подключение к телефонной сети общего пользования с уникальным телефонным номером, идентифицирующим абонента.
Телефонные номера фиксированной местной связи, в большинстве случаев относятся к географическому телефонному плану нумерации (то есть ABC-коду), и это означает что начальная часть номера отражает использование телефонного аппарата в какой-то местности — конкретном регионе страны, районе города, посёлке и т. п. (отсюда и название «местная связь»). Как правило номер, присвоенный абоненту, юридически закреплён за конкретным адресом физического подключения. Тем не менее, абонент может использовать свой номер и удалённо (см. описание услуги DID). Телефонные вызовы между абонентами в разных городах относят к дальней связи и называют «междугородней», также сокращённо МГ-связью. Возможность совершения вызовов между пользователями ТФОП в разных странах получила название «международной» или МН-связи.
Зачастую абоненты местной телефонной сети имеют доступ к вызовам номеров междугородней и международной дальней связи, для этого применяются специальные варианты набора (в соответствии с телефонным планом нумерации). За МГ и МН вызовы обычно взимается более высокая плата, чем за вызовы местных номеров.
С технической точки зрения соединение местной связи значительно уступает сотовой связи, поскольку радиус действия проводной связи ограничен небольшим расстоянием от места, где установлена точка доступа (для медного кабеля, как правило порядка 100 метров). В сотовой же связи точка доступа находится в телефонном аппарате и связь осуществляется с базовой станцией, расстояние до которой может быть от нескольких сотен метров до нескольких километров. Существует также понятие «местная телефонная связь», которое описывает телефонное соединение внутри населённого пункта.
Проводная телефонная связь появилась значительно раньше мобильной и за более чем 100-летнюю историю развития приобрела действительно массовую популярность. Телефонные переговоры стали частью повседневной жизни общества именно во времена пика развития проводной телефонии. Хотя процесс «телефонизации», то есть установки необходимого телефонного оборудования, прокладки кабельного хозяйства и в целом обеспечения доступа к телефонной связи (прежде всего именно проводной) всех слоев населения в некоторых регионах мира всё ещё продолжается активным образом.
Мировая статистика показывала, что в 2013 году всего в мире было порядка 1,16 миллиарда абонентов фиксированной связи.
По данным представителей операторов фиксированной связи, полученным в 2008—2009 гг., расходы на местную телефонную связь составляют незначительную долю в потребительской корзине и при этом являются последними в списке на сокращение в условиях кризиса. Весной 2009 года телефонисты повысили тарифы на местную связь, по-видимому, надеясь тем самым застраховаться от дальнейшей стагнации доходов. Однако этот шаг может спровоцировать обратный эффект — переход части подписчиков на безлимитный тариф на более низкие тарифы (комбинированный и повременной) с более активным пользованием сотовой связью (появление ряда новых демпинговых предложений сотовых операторов будет тому способствовать) и альтернативными голосовыми сервисами (Skype, SIPNET и др.). Впрочем, такой сценарий возможен лишь в случае заметного усиления кризисных явлений, когда доля расходов на связь станет значительно выше сегодняшних показателей. В настоящее время ARPU сотовой связи в России находится в среднем на уровне $10; примерно столько же составляют ежемесячные расходы россиян в расчете на одну телефонную линию.
Операторы проводной телефонной связи считают, что в условиях кризиса 2008—2009 гг. фиксированная связь снова стала фаворитом, опровергая все прогнозы о своей скорой кончине. Более того, в 2009 году в МГТС, например, был зафиксирован «значительный рост спроса на установку фиксированных телефонов». Всего в 2008 году было удовлетворено 1,1 млн заявок по установке телефонов, а число заявлений на установку квартирного телефона на 1 января 2009 года составило 602,3 тыс.
В 2008 году вероятный прогноз динамики рынка местной связи оценивался как планируемый небольшой рост (в целом ниже темпов роста всего рынка) на уровне нескольких процентов в рамках установленных тарифов.